# Шварценберг, Феликс цу
Князь Феликс Людвиг Иоганн Фридрих цу Шварценберг (нем. Felix Ludwig Johann Friedrich Prinz zu Schwarzenberg; 2 октября 1800 — 5 апреля 1852) — австрийский государственный деятель и дипломат из рода Шварценбергов. Министр-президент и министр иностранных дел Австрийской империи в 1848—1852 гг. Племянник генералиссимуса Карла Филиппа цу Шварценберга. 

## Происхождение и дипломатическая карьера
Второй сын князя Иосифа II Шварценберга (1769—1833) и его супруги герцогини Полины, урожденной Аренберг (1774—1810). Брат кардинала Фридриха цу Шварценберга, архиепископа Пражского и Зальцбургского.
В юности был военным, затем перешёл на дипломатическую службу. В качестве доверенного лица Меттерниха работал на самых важных участках, был дипломатическим агентом в России, Великобритании, Франции. Занимал должность посла в Неаполитанском королевстве. После начала революции в марте 1848 работал в ставке фельдмаршала Радецкого в Милане, командовал бригадой, отличился в сражениях при Куртатоне и Гоито, затем переведён в Вену. После Октябрьского восстания в столице на семейном совете правящей династии Габсбургов было принято решение об отставке либерального правительства Вессенберг-Ампрингена и его замене Шварценбергом. Одновременно решён вопрос об отречении императора Фердинанда I в пользу его племянника эрцгерцога Франца Иосифа.

## Брак и дети
В брак не вступил, однако имел внебрачных детей от леди Джейн Дигби: 
- Матильда «Диди» (1829–1885), отец забрал с собой в Австрию, и леди Дигби больше никогда не видела ее, воспитанием занималась сестра Феликса; муж - капитан Антон Фрайгерр фон Бишин (1814–1898)
- Феликс (род. 12 декабря 1830 г. в Париже, умер всего через несколько недель после рождения).

## Деятельность на посту главы правительства
Проработав министр-президентом чуть больше 3 лет, Шварценберг смог стабилизировать внутриполитическую ситуацию в стране, вернуть Австрии роль великой европейской державы, заложить основы для экономической и общественной модернизации габсбургской монархии. Ключевыми фигурами в образованном 21 ноября 1848 правительстве стали либералы Александр фон Бах (министр внутренних дел и министр юстиции) и Карл Людвиг фон Брук (министр торговли), а также консерваторы Франц Зераф Штадион (министр просвещения) и позднее Леопольд фон Тун унд Гогенштейн (министр культуры и образования с 28 июля 1849).
Благодаря союзу с Россией, Шварценберг смог добиться привлечения к подавлению восстания в Венгрии армии графа Паскевича.
Другим серьезным успехом стала нейтрализация Национального собрания, работавшего во Франкфурте-на-Майне, руководство которого ставило своей целью создание единого германского государства и тем самым угрожало власти Габсбургов в Австрии. Объединению земель, населенных немцами, был противопоставлен «великогерманский проект», в соответствии с которым Австрия должна была бы войти в новое интеграционное объединение целиком, вместе с территориями, населёнными другими народами. После того, как депутаты от Австрии были отозваны из Франкфурта, Национальное собрание утратило легитимность в качестве представителя всех немецких земель. 
Шварценберг укрепил влияние Австрии на германские государства, особенно очевидным это стало после свидания австрийского императора с баварским и вюртембергским королями в Брегенце (1850). Он добился восстановления Бундестага Германского Союза и решения в пользу Австрии кургессенского вопроса (Ольмюцкий договор). Шварценбергу не удалось только добиться вступления всей Австрии в Германский союз и общегерманский таможенный союз.
Для преодоления революционных настроений внутри страны правительство пошло на серьезные реформы. Были облегчены подати, налагаемые на крестьян, организована новая система управления, реорганизован суд. Вместе с тем, в период работы правительства Шварценберга были ликвидированы демократические нормы, введенные после начала революции, принята Октроированная (жалованая) конституция (4 марта 1849), в соответствии с которой Австрия стала унитарным централизованным государством.
Умер находясь в должности от апоплексического удара прямо во время заседания Совета министров 5 апреля 1852. В конце своего царствования император Франц Иосиф признал, что Феликс Шварценберг был не только самым успешным, но и самым значительным политиком, возглавлявшим правительство.

## Награды
- Военный орден Марии Терезии, кавалер
- Орден Южного Креста, офицер (Бразилия)
- Орден Слона (Дания)
- Орден Чёрного орла (Пруссия, 23.06.1851)
- Орден Красного орла 2-й степени (Пруссия)
- Орден Святого апостола Андрея Первозванного (Россия, 01.04.1850)[2]
- Орден Святого Владимира 3-й степени
- Орден Святого Александра Невского (Россия, 16.05.1849)
- Орден Белого орла (1 апреля 1850, Российская империя)[3]
- Орден Святых Маврикия и Лазаря, большой крест (Сардинское королевство)